# Dawn (2014)
Dawn (engl. für Morgengrauen) ist ein internationaler Spielfilm des Schweizer Regisseurs Romed Wyder aus dem Jahre 2014. Es handelt sich um eine freie Verfilmung des in der englischen Fassung gleichnamigen Romans (1960) von Elie Wiesel, der in der deutschen Übersetzung den Titel Die Nacht zu begraben, Elischa trägt. Die Produktion wurde 2014 bei den Solothurner Filmtagen aufgeführt und kam 2015 in die Schweizer Kinos.

## Handlung
Dawn ist ein psychologisches Kammerspiel, in welchem vier Kampfgenossen den jungen Elisha dazu drängen seine Gewissenskonflikte zu überwältigen und sich voll für den bewaffneten Kampf einzusetzen.
Die Geschichte spielt in Palästina im Jahr 1947, zur Zeit des Britischen Mandats. Die Zionisten kämpfen für die Errichtung eines jüdischen Staats. Ein Mitglied des bewaffneten jüdischen Untergrunds wurde von den britischen Behörden zum Tode verurteilt. Im Gegenzug kidnappte der Widerstand einen britischen Offizier, den sie versuchen gegen ihren Freund einzutauschen. Eine Nacht lang warten die Rebellen auf den Ausgang der Verhandlungen. Wenn die Briten ihren Freund im Morgengrauen hängen, wird einer von ihnen den gefangenen britischen Offizier, den sie als Geisel halten, erschiessen.

## Kritiken
Die Filmkritikerin Irene Genhart schreibt anlässlich des Schweizer Kinostarts im Landboten: „Beklemmend ist das in der Stimmung, wie überhaupt Dawn – fein gespielt, scharf durchdacht, subtil verflochten – als Ganzes irgendwie beklemmend ist. Weil es kein Entkommen gibt aus dieser Nacht, in der Elisha seine letzte Initiation als Widerstandskämpfer – Rebell, Freiheitskämpfer, oder wie immer man das bezeichnen will – erfährt. Denn der Deal, der läuft, lautet: ein Leben für ein Leben.“
Und Lory Roebuck präzisiert in der Aargauer Zeitung: „Mit dem Casting des renommierten britischen Darstellers [Jason] Isaacs in der Rolle des gefangenen Offiziers ist der Filmcrew ein Coup gelungen. Die Szenen zwischen Isaacs und Basman sind der Höhepunkt des Films: intensiv, beklemmend, vieldeutig. «Dawn» ist neunzig Minuten Spannung über die Manipulierbarkeit des Menschen – und inhaltlich auch heute noch brandaktuell.“